# Gliese 221
Désignations
Gliese 221, aussi désignée BD-06°1339, est une étoile naine rouge située à 66,2 années-lumière de la Terre.

## Système planétaire
De 2003 à 2012, l'étoile a été observée par l'instrument HARPS. Elle était alors dans une phase de plus faible activité. Cette activité réduite a permis d'effectuer des mesures pour une recherche de planètes à plus faibles masses que ce qu'il aurait été possible de réaliser auparavant.
En 2012, deux exoplanètes ont été découvertes par la méthode des vitesses radiales.
La première, Gliese 221 b, est comparable à Vénus mais de masse plus importante.
La seconde planète, Gliese 221 c, présente une masse qui la situe entre Neptune et Saturne. Elle est située sur une orbite excentrique en zone habitable. La prépublication définissait la zone d'habitabilité de l'étoile entre 0,5 et 0,9 UA. Le demi grand axe de Gliese 221 c serait de 0,435 UA.
La découverte de ces deux planètes a été publiée en janvier 2013. Leur existence a été confirmée par la Nasa le 28 janvier 2013.
| Planète      | Masse             | Demi-grand axe (ua) | Période orbitale (jours) | Excentricité | Inclinaison | Rayon |
| ------------ | ----------------- | ------------------- | ------------------------ | ------------ | ----------- | ----- |
| Gliese 221 b | >0,027 ± 0,004 MJ | 0,042 8 ± 0,000 7   | 3,872 8 ± 0,000 4        |              |             |       |
| Gliese 221 c | >0,17 ± 0,03 MJ   | 0,435 ± 0,007       | 125,94 ± 0,44            | 0,31 ± 0,11  |             |       |

#### ÉtoileGJ 221(BD-06 1339)
- (en) Gliese 221 sur la base de données NASA Exoplanet Archive du NASA Exoplanet Science Institute
- (en) Gliese 221 sur la base de données Simbad du Centre de données astronomiques de Strasbourg.

#### PlanèteGJ 221 b(BD-06 1339 b)
- (en) BD-061339 b sur L'Encyclopédie des planètes extrasolaires de l'Observatoire de Paris.
- (en) BD-06 1339 b sur la base de données NASA Exoplanet Archive du NASA Exoplanet Science Institute
- (en) GJ 221 b sur la base de données Simbad du Centre de données astronomiques de Strasbourg.

#### PlanèteGJ 221 c(BD-06 1339 c)
- (en) BD-061339 c sur L'Encyclopédie des planètes extrasolaires de l'Observatoire de Paris.
- (en) BD-06 1339 c sur la base de données NASA Exoplanet Archive du NASA Exoplanet Science Institute
- (en) GJ 221 c sur la base de données Simbad du Centre de données astronomiques de Strasbourg.

#### PlanèteGJ 221 d(BD-06 1339 d)
- (en) BD-061339 d sur L'Encyclopédie des planètes extrasolaires de l'Observatoire de Paris.
- (en) GJ 221 d sur la base de données Simbad du Centre de données astronomiques de Strasbourg.